# Odontocera quinquecallosa
Odontocera quinquecallosa är en skalbaggsart som beskrevs av Dmytro Zajciw 1963. Odontocera quinquecallosa ingår i släktet Odontocera och familjen långhorningar. Inga underarter finns listade i Catalogue of Life.